# 학감대로
학감대로(Hakgam-daero Road, 鶴甘大路, 부산광역시도 제51호선의 일부)는 부산광역시 사상구 학장동 구덕터널 북단에서 감전동을 잇는 부산광역시의 도로이다. 본래 사상구청 앞을 지나기 때문에 구청로라 하였으나 도로명 정비로 학장동과 감전동을 잇는 도로라 하여 학감대로가 되었다. 본래 노선 종점은 백양대로와 교차하는 곳이나 감전역부터 백양대로와 만나는 구간은 개설되지 않았다.

## 연혁
- 2009년 7월 8일 : 2개 이상 구·군에 걸쳐 있는 도로로 학감대로를 고시[1]

## 주요 경유지
부산광역시
- 사상구 학장동 - 감전동

## 노선
| 이름               | 접속 노선                        | 소재지          | 소재지          | 비고            |
| 보수대로와 직결    | 보수대로와 직결                  | 보수대로와 직결 | 보수대로와 직결 | 보수대로와 직결 |
| ------------------ | -------------------------------- | --------------- | --------------- | --------------- |
| 구덕터널관리사무소 |                                  | 부산광역시      | 사상구          |                 |
| 학장 교차로        | 부산광역시도 제4101호선 (학장로) | 부산광역시      | 사상구          |                 |
| 사상구청 교차로    | 부산광역시도 제30호선 (가야대로) | 부산광역시      | 사상구          |                 |
| 사상구청           |                                  | 부산광역시      | 사상구          |                 |
| 감전역             | 부산광역시도 제3001호선 (사상로) | 부산광역시      | 사상구          |                 |
| 미개통 구간        |                                  | 부산광역시      | 사상구          | 미개통          |
| (명칭 미상)        | 부산광역시도 제35호선 (백양대로) | 부산광역시      | 사상구          | 미개통 종점     |

## 주요 건물 및 시설
- 구학초등학교 (부산광역시 사상구 학감대로 49)
- 구덕고등학교 (부산광역시 사상구 학감대로 81)
- 학장119안전센터 (부산광역시 사상구 학감대로 89)
- 사상구청 (부산광역시 사상구 학감대로 242)